# 特拉班特
衛星（德語：Trabant）轎車，或譯拖笨車、特拉贝特、特拉班特、特拉比（Trabi），是由位於薩克森邦茲維考的東德汽車製造商人民企业薩克森靈自動車製造所生產的汽車。作為東德最常見的汽車，不僅僅行銷各個華約國家，在芬蘭等國也可覓其踪跡。被宣傳為車身緊湊耐用，可容納四名成人以及行李慢速行駛的微型車。
儘管該車自投產之日時還算先進，但近30年间沒有任何改進措施，卻有3,096,099輛的產量（平均年產10萬輛），至1990年代，採用低效，高污染和過時的兩衝程引擎（極低的燃效比和高排放污染）的衛星轎車，肇因柏林牆倒塌時駕車湧入西德和西柏林的東德人幾乎全部駕駛此車，因而震驚當時的西方社會，被視為東德和東歐集團的象徵。

## 歷史

### 確定計劃
與現在所看到的衛星轎車不同，其最早期的規劃是一輛三輪轎車。 德語裡的Trabant是衛星的意思，也是該轎車被稱作衛星的原因。但在斯拉夫地區，譬如俄語，由於蘇聯率先發射進入外太空一個人造衛星，這個單字又是“伴侶”的意思。

### 正式投產
1957年11月7日，第一輛衛星轎車從薩克森邦茲維考的人民企业薩克森靈自動車製造所下線，標誌著其漫長30年的生產週期開始。
其實該車在1958年開始販售時，衛星這種迷你轎車算比較先進：前輪驅動，一體車架；緊湊車身，獨立懸吊。亦是引領潮流。如果從七十年代後日本或西德的佔統治地位的前置前驅小型車的角度看，時尚外表和配置格格不入的是衛星轎車的引擎，可是這不是衛星的原罪，其實是對戰後到六十年代初汽車發展史的誤解。
20世紀50年代，雖然西方國家在稍大一號的緊湊型轎車中普遍使用更清潔高效四衝程引擎時，但對於這個等級的微型車，卻是當時開發的盲點所在。同期的當時西歐或日本的同級汽車也經常採用類似的設計，如第一輛萨博汽車採用一個764毫升雙缸引擎；而同樣來自東德的另一家轎車製造商瓦特堡也是沿用戰前DKW（今奧迪汽車的母體四家車廠之一。）的二衝程設計，但卻擁有三缸和1,000 CC的排氣量。衛星也同上，所以就使用類小型摩托車的二衝程引擎，不過受限於其排氣量極低，被認為類似摩托車的話，在工業設計看來，其實超小的汽車不能和一般摩托車並論的，因為一旦二衝程的排氣量達到數百毫升，廢氣便不成比例地增加。此後如西德的Lloyd(勞埃德)或義大利的偉士牌Vespa 400和日本的速霸陸360；同樣是氣冷雙缸二衝程引擎被置於一個看上去差不多大小的車體中，但不久就被發覺行不通了，後來歐盟更對汽車廢氣有嚴格的限制，這種車輛在資本主義國家很快走入歷史。例如Lloyd在1961年拖累其母公司博格瓦德汽車一同結業。而Vespa 400亦於同年停產，速霸陸360和相似的後續車型速霸陸R-2，最終於1971年為使用四衝程引擎的速霸陸Rex取代。

### 改進與停產
相對於同期類似的外國車，因為競爭不過更先進的款式如迷你而停產的話，衛星則不是因為工業能力與相關科技比人差，而是在因為在缺乏其他廠商加入競爭下，該車在生產的三十年歷史中性能並無顯著提昇，設計和外觀幾乎也維持原貌，操作異於當時80年代的造車邏輯，該車的落後、小引擎大汙染形象，是整個產業的不作為導致的。
衛星採用的氣冷雙缸500CC（後升級至600CC）二衝程引擎幾乎沿用戰前DKW的設計，僅僅是裝入車體前在設計上做了小幅修正，遠遠落後於六七十年代後投產的新式入門款轎車。最終衛星做了一次徹底的改進，在最後改用了類福斯POLO的新引擎於1990年發售，算是跟上了時代，但在兩德統一後不久便停產了，成為衛星的最後一次改款。